# B面画報
『B面画報』（ビーめんがほう）は、Plastic TreeのB面集。2007年9月5日発売。発売元はユニバーサルJ。

## 概要
シングルのカップリング曲（B面曲）集。メジャーデビュー10周年記念リリース第4弾。
ユニバーサルJレーベルとなった14thシングル『水色ガールフレンド』から24thシングル『真っ赤な糸/藍より青く』までの全カップリング曲12曲に、ワーナーミュージック・ジャパン在籍時のカップリング曲3曲を加えた全15曲収録。
ヴォーカル有村竜太朗監修による、曲名になぞらえた散文が付属している。

## 収録曲
1. ベランダ. [3:48][1]
  - 作詞：Ryutaro、作曲：Tadashi
  - 7thシングル『スライド.』カップリング曲。
2. lilac [5:02][1]
  - 作詞・作曲：ナカヤマアキラ
  - 14thシングル『水色ガールフレンド』カップリング曲。
3. 光合成 [4:33][1]
  - 作詞：長谷川正、作曲：ナカヤマアキラ
  - 18thシングル『讃美歌』カップリング曲。
4. 水彩 [4:06][1]
  - 作詞・作曲：長谷川正
  - 20thシングル『Ghost』カップリング曲。
5. 存在理由 [3:54][1]
  - 作詞・作曲：Ryutaro
  - 8thシングル『ロケット』カップリング曲。
6. パラノイア [4:25][1]
  - 作詞：有村竜太朗、作曲：ナカヤマアキラ
  - 19thシングル『名前のない花』カップリング曲。
7. 六月の雨 [4:26][1]
  - 作詞：有村竜太朗、作曲：ナカヤマアキラ
  - 22ndシングル『ナミダドロップ』カップリング曲。
8. 本日は晴天なり [4:51][1]
  - 作詞：ナカヤマアキラ、作曲：長谷川正
  - 16thシングル『春咲センチメンタル』カップリング曲。
9. ジンテーゼ [5:13][1]
  - 作詞：長谷川正、作曲：ナカヤマアキラ
  - 17thシングル『メランコリック』カップリング曲。
10. 冬の海は遊泳禁止で [4:37][1]
  - 作詞：有村竜太朗、作曲：ナカヤマアキラ
  - 15thシングル『「雪蛍」』カップリング曲。
11. 月の光をたよりに [5:10][1]
  - 作詞：有村竜太朗、作曲：ナカヤマアキラ
  - 21stシングル『空中ブランコ』カップリング曲。
12. エンジェルダスト [4:03][1]
  - 作詞：竜太朗、作曲：Tadashi
  - インディーズ時代のシングル『リラの樹』、およびメジャー9thシングル『プラネタリウム』カップリング曲。
13. 白い足跡 [4:56][1]
  - 作詞・作曲：長谷川正
  - 15thシングル『「雪蛍」』カップリング曲。
14. ロム [4:34][1]
  - 作詞：有村竜太朗、作曲：ナカヤマアキラ
  - 23rdシングル『スピカ』カップリング曲。
15. 藍より青く[3] [4:51][1]
  - 作詞：有村竜太朗、作曲：長谷川正
  - 24th両A面シングル『真っ赤な糸/藍より青く』表題曲。
  - TBS系『クチコミ』2007年4・5月度エンディングテーマ。